# Гріхи дітей
«Гріхи дітей» (англ. The Sins of the Children) — американська драма режисера Джона С. Лопеза 1918 року.

## У ролях
- Малон Гемілтон — Пітер Гатрі
- Альма Генлон — Белла Гатрі
- Стюарт Голмс — Ніколас Кеньйон
- Роберт Волкер — Грем Гатрі
- Воррен Кук — доктор Гантер Гатрі
- Ленор Купер — Етель Гатрі
- Естар Банкс — місіс Гатрі
- Мадлен Маршалл — Бетті Таунсенд
- Бет Тенні — незначна роль